# Llei de vegueries de Catalunya
La Llei de vegueries de Catalunya (STC 31/2010) és una llei que estableix les bases de l'organització en vegueries de Catalunya. L'objecte és marcar el règim jurídic de la vegueria, preveure’n la divisió i regular la transició de les diputacions provincials als Consells de Vegueria. Segons aquesta llei, la vegueria és la divisió territorial adoptada per la Generalitat de Catalunya per a l'organització territorial dels seus serveis. Actualment hi ha una moratòria en l'aplicació d'aquesta llei.
La darrera llei de vegueries que va aprovar la Generalitat de Catalunya va ésser la Llei 30/2010.

Actual divisió de vegueries

Després de ser modificada el 2017 per incloure la vegueria del Penedès, aquesta llei establiria vuit vegueries:
- Vegueria de l'Alt Pirineu: Alta Ribagorça, Alt Urgell, Cerdanya, Pallars Jussà i Pallars Sobirà.[Nota 1]
- Vegueria de Barcelona: Baix Llobregat, Barcelonès, Maresme, Vallès Oriental i Vallès Occidental.
- Vegueria del Camp de Tarragona: Tarragonès, Alt Camp, Baix Camp, Conca de Barberà i Priorat.
- Vegueria de Comarques Gironines: Alt Empordà, Baix Empordà, Garrotxa, Gironès, Pla de l'Estany, Selva i Ripollès.
- Vegueria Catalunya Central: Bages, Berguedà, Moianès, Osona i Solsonès.
- Vegueria de Ponent: Garrigues, Noguera, Segarra, Segrià, Pla d'Urgell i Urgell.
- Vegueria de les Terres de l'Ebre: Baix Ebre, Montsià, Ribera d'Ebre i Terra Alta.
- Vegueria del Penedès: Alt Penedès, Anoia, Baix Penedès, Garraf.

També estableix el Règim especial de l'Aran:

Àmbits funcionals territorials de Catalunya.
Pirineu
Àmbit metropolità
Camp de Tarragona
Comarques Centrals
Comarques Gironines
Penedès
Ponent
Terres de l'Ebre

En virtut del règim jurídic especial garantit per l'article 94 de l'Estatut, el Conselh Generau d'Aran és la institució de govern de l'Aran, que constitueix una entitat territorial singular dins de Catalunya. El Conselh Generau es relaciona de manera bilateral amb els òrgans centrals del Govern i de l'Administració de la Generalitat, en els termes fixats per la legislació reguladora d'aquest règim jurídic especial, i l'organització que estableix aquest títol no li és aplicable.

## Situació de l'Aran respecte a l'organització veguerial
Quan l'ordenament jurídic estatal permeti a l'Aran quedar al marge de la institució provincial de govern i administració local, el Conselh Generau d'Aran hi exercirà les funcions que aquesta llei atribueix als consells de vegueria i l'Aran quedarà fora de l'organització veguerial.

## Consells de Vegueria
El consell de vegueria és format pel president o presidenta, que pot adoptar la denominació de veguer en cap o veguera en cap, i pels consellers de vegueria, que poden adoptar la denominació de veguer o veguera.
El president o presidenta del consell de vegueria és escollit pels consellers de vegueria d'entre ells. Cal tenir en compte el que estableix la STC 31/2010, del 28 de juny, sobre la constitucionalitat de l'article 91.4 de l'Estatut amb relació al desplegament del règim jurídic de les vegueries, interpretat en els termes establerts pel FJ 41 de la dita sentència.
El Vicepresident-a és designat pel President-a.

### La Carta veguerial
La carta veguerial és la norma bàsica en matèria d'autoorganització de cada vegueria i regula.

### El Ple
El ple del consell de vegueria és constituït per tots els consellers, inclòs el president o presidenta. Corresponen al ple del consell de vegueria totes les atribucions.

### Grups polítics
Per al millor funcionament dels òrgans de govern del consell de vegueria, s'han de constituir grups polítics, integrats per consellers que hagin concorregut a les eleccions en una mateixa llista electoral. Per cada partit, coalició, federació o agrupació d'electors només es pot constituir un grup polític

## Capitals
Les seus institucionals de les vegueries es trobaran a Barcelona, Tarragona, Girona, Lleida i Tortosa. Es desconeix en quines ciutats es trobaran les seus de les vegueries de l'Alt Pirineu i la Central. Fins a la realització de la llei que n'estableixi la capital, ho es la ciutat més poblada de la vegueria.

## Competències
Són competències pròpies dels consells de vegueria: 
a) Coordinar els serveis municipals entre ells per garantir la prestació integral i adequada dels serveis en tota la demarcació veguerial.
b) Prestar assistència i cooperació jurídica, econòmica i tècnica als municipis, especialment els que tenen menys capacitat econòmica i de gestió, seguint criteris d'equilibri territorial.
c) Prestar serveis públics de caràcter supracomarcal.
d) Prestar serveis per encàrrec de gestió o per delegació dels ens locals.
e) Fomentar els interessos propis de la vegueria.
f) Les altres que li atribueixin expressament les lleis.
Les competències a què es refereix l'apartat 1 s'exerceixen d'acord amb el que estableix la normativa de règim local. Els consells de vegueria poden assumir competències diferenciades en atenció a les especificitats territorials de la demarcació veguerial, d'acord amb la legislació de règim local. Els consells de vegueria limítrofs poden constituir consorcis i establir altres fórmules de col·laboració per a portar a terme polítiques d'interès comú en el marc de llurs competències.

## Modificacions
La Llei 30/2010 de vegueries va patir una modificació l'any 2017: la Llei 2/2017, que va establir la creació de la Vegueria del Penedès.

## Transició de les diputacions a les vegueries
Inicialment es constituiran quatre vegueries que equivaldran a les actuals províncies: Barcelona, Lleida, Girona i Tarragona. Posteriorment la vegueria de Tarragona es dividirà en la vegueria de les Terres de l'Ebre i el Camp de Tarragona i després del canvi dels límits províncials per part del Govern d'Espanya es constituiran les vegueries del Pirineu i la Central. També l'Aran.
Els consells de vegueria se subroguen en la representació que les diputacions respectives tenen en institucions, consorcis, fundacions, societats i altres entitats o ens públics o privats. Els ens a què es refereix l'apartat 1 dels quals siguin titulars les diputacions o que hi estiguin vinculats o en depenguin passen a tenir la mateixa relació amb els consells de vegueria respectius. Cal tenir en compte el que estableix la STC 31/2010, del 28 de juny, sobre la constitucionalitat de l'article 91.3 de l'Estatut interpretat en els termes establerts pel FJ 41 de la dita sentència. Els consells de vegueria assumeixen, en constituir-se, la titularitat dels béns i drets de les diputacions respectives. Els òrgans dels consells de vegueria subroguen els òrgans corresponents de les diputacions respectives en els contractes, convenis i altres relacions bilaterals que les diputacions hagin subscrit. Els consells de vegueria se subroguen en la posició financera, tributària i pressupostària de les diputacions respectives. La liquidació pressupostària de l'exercici en què es produeix la subrogació s'ha de determinar per via reglamentària.